# Нумазалай, Амбруаз
 Амбруаз Эдуард Нумазалай (фр. Ambroise Noumazalaye; 23 сентября 1933, Браззавиль, Французская Экваториальная Африка — 17 ноября 2007, Париж) — конголезский политический и государственный деятель, 3-й премьер-министр Республики Конго (1966—1968). Председатель Сената Республики Конго (2002—2007). Учёный-математик. Доктор математических наук.

## Биография
По этнической принадлежности мбоши.
Образование получил в Браззавиле и университете Тулузы, где получил научную степень по математике, затем в Национальном институте статистики и экономических исследований. Вернулся в Конго в связи с Августовской революцией.
После революции в августе 1963 года, участвовал в разработке структуры новой партии социалистической направленности Национальное движение революции, и в июле 1964 года был избран первым секретарём партии.
В 1966 году после отстранения Паскаля Лиссуба от должности премьер-министра Нумазалай возглавил кабинет министров, одновременно получив в нём портфель министра планирования. Возглавлял правительство до января 1968 года, когда президент Альфонс Массамба-Деба принял решение, что должность премьер-министра является лишней и что он сам будет исполнять его обязанности.
В том же году Нумазалай стал членом Национального революционного совета, но уже в декабре был выведен из его состава. В начале 1970 года был избран в политбюро Конголезской партии труда (КПТ).
После неудачной попытки государственного переворота 22 февраля 1972 г. Нумазалай был арестован и 25 марта приговорен к смертной казни. В тот же день президент Народной Республики Конго М. Нгуаби (1969—1977) заменил ему приговор на пожизненное заключение.
В 1984 году, во время правления президента Дени Сассу-Нгессо Нумазалай вышел на свободу и был избран в состав Центрального комитета Конголезской партии труда, также получил пост министра промышленности и ремёсел. Будучи одним из лидеров конголезской революции на IV внеочередном съезде КПТ (4-7 декабря 1990), был избран генеральным секретарём партии.
На первых демократических выборах в Конго в 1992 г. поддерживал кандидатуру Паскаля Лиссуба.
В 2002 году Нумазалай был избран членом Сената, и 10 августа 2002 г. избран на пост председателя законодательного органа. Возглавлял Сенат до самой своей смерти в 2007 году.